# Gender Bias
Gender Bias (von englisch gender „soziales Geschlecht“ und bias „Vorurteil“) oder geschlechtsbezogener Verzerrungseffekt bezeichnet eine verzerrte Wahrnehmung durch sexistische Vorurteile und Stereotype. Gedankliche Annahmen, Eigengruppenbevorzugung und statistische Fehler können Attributionsfehler und Bestätigungsfehler erzeugen, die zu einer falschen Darstellung geschlechtsspezifischer Verhältnisse führen.

## Formen
Bei der Betrachtung des Gender Bias lassen sich drei Formen unterscheiden, die getrennt voneinander oder auch gleichzeitig auftreten können: Androzentrismus, Geschlechterblindheit und Doppelte Bewertungsmaßstäbe.

### Androzentrismus
In patriarchalen Gesellschaften wird der Mann in vielen Zusammenhängen unkritisch als Norm wahrgenommen, was zu einer fehlerbehafteten Betrachtungsweise führen kann, wenn Sichtweisen, Verhältnisse und Merkmale, die vorrangig Männer betreffen, auf alle Menschen bezogen verallgemeinert werden. Eine solche Übergeneralisierung entsteht in der wissenschaftlichen Forschung, wenn allgemeine Schlüsse auf der Grundlage einer nicht repräsentativen Datenerhebung gezogen werden. Gelten Männer als Norm, lassen sich zudem die unterschiedlichen Lebenswirklichkeiten anderer Geschlechter lediglich als quantitative Abweichung abbilden. Ein besonderer Aspekt des Androzentrismus ist der Paradoxe Gynozentrismus, der dazu führen kann, dass Männer in Studien zu Bereichen, die wie die Care-Arbeit als ‚typisch weiblich‘ gelten, nicht berücksichtigt werden.

### Geschlechterblindheit
Von Geschlechterblindheit oder auch Geschlechtsinsensibilität wird gesprochen, wenn das biologische oder soziale Geschlecht als Variable keine Berücksichtigung findet. Beim Familialismus werden forschungsrelevante Informationen, die Familienmitglieder je nach Geschlecht unterschiedlich betreffen, vernachlässigt, wenn beispielsweise „Haushalt“ oder „Eltern“ die kleinste Analyseeinheit sind. Bei der Dekontextualisierung wird nicht berücksichtigt, dass sich ähnliche Situationen auf die verschiedenen Lebensumstände der Geschlechter unterschiedlich auswirken können. Ebenso können Gleichheitsannahmen in Bereichen mit geschlechtsspezifisch unterschiedlichen Voraussetzungen oder Bedingungen zu Verzerrungen führen.

### Doppelte Bewertungsmaßstäbe
Werden gleiche Eigenschaften oder Verhaltensweisen abhängig vom Geschlecht unterschiedlich bewertet, weist dies auf offene oder verdeckte Doppelstandards hin. Forschungsergebnisse können verzerrt werden, wenn identisches Verhalten aufgrund von geschlechtsstereotypen Zuschreibungen unterschiedlich beurteilt wird. Werden die Geschlechter als gänzlich voneinander getrennte Gruppen untersucht, können Geschlechterdichotomien auftreten, sobald Differenzen zwischen den Geschlechtern überspitzt und Gemeinsamkeiten ausgeblendet werden. Dabei wird nicht berücksichtigt, dass die meisten Persönlichkeitsmerkmale bei allen Menschen mehr oder weniger ausgeprägt vorkommen.

## Felder

### Medizinische Diagnostik
Zu Verzerrungen kann die Zuschreibung von Geschlechterstereotypen führen, deren Geltung im Einzelfall nicht überprüft wird. So werden zum Beispiel Unterschiede in der beobachteten Häufigkeit psychischer Erkrankungen (etwa Depressionen, ADHS) bei Männern und Frauen auch auf stereotypen Rollenzuweisungen bei der Diagnostik zurückgeführt.
Statistische Fehler im Vergleich der Geschlechter können durch andere, nicht berücksichtigte geschlechterspezifische Eigenschaften entstehen. So werden zum Beispiel epidemiologische Daten, die einen höheren Anteil depressiver Erkrankungen bei Frauen zeigen, auch dadurch erklärt, dass Frauen bei seelischen Problemen schneller professionelle Hilfe aufsuchten, während Männer solche Probleme eher versteckten. Ähnliche Verzerrungen durch einen geschlechtsspezifischen statistischen Deckeneffekt werden bei der unterschiedlichen Geschlechterverteilung von ADHS diskutiert: Der biologische Wesensunterschied zwischen Männern und Frauen wird nicht berücksichtigt, somit erfüllen Männer leichter die diagnostischen Kriterien einer „Störung“.

### Juristische Entscheidungen
Geschlechtsbezogene Verzerrungen können auch Einfluss auf juristische Entscheidungen haben. So demonstrierten Schiøth et al. (2022) in einer dänischen Studie, dass Psychiater und Psychiaterinnen weiblichen Angeklagten 2,5-Mal häufiger eine psychiatrische Behandlung anstelle einer Gefängnisstrafe empfohlen als männlichen Angeklagten. Dieser Effekt war unabhängig vom Geschlecht des beurteilenden Psychiaters und der Diagnose, die die Angeklagten nach einem psychiatrischen Gutachten erhalten hatten.
Die Ergebnisse von Schiøth et al. (2022) decken sich mit vorherigen Untersuchungen. So untersuchten Crocker et al. (2002) Daten aus kanadischen psychiatrischen Institutionen und Strafvollzugsanstalten, wobei festgestellt wurde, dass Frauen doppelt so oft für nicht verhandlungsfähig erklärt wurden wie Männer, unabhängig von der Schwere der Tat und den gezeigten psychotischen Symptomen.

### Geschlechterbezogene Sprache
Viele Sprachen benutzen kulturbedingt für Aussagen über Menschen und über Männer dieselben Formulierungen: So kann das Wort „der Leser“ sowohl als spezifisches als auch als generisches Maskulinum eingesetzt werden. Im letzteren Falle sind Leserinnen mitgemeint (inkludiert), im Fall eines spezifischen Maskulinums nicht. Ein Gender Bias kann im Deutschen also dadurch entstehen, dass eine generisch intendierte Formulierung spezifisch interpretiert wird. Hinzu kommen Bezeichnungen für Personengruppen mit einer auf das Geschlecht bezogen exkludierenden Begriffsgeschichte (z. B. Hauptmann, Hostess oder Hebamme). In vielen anderen Sprachen wird das Problem der Übergeneralisierung dadurch verschärft, dass es nur ein Wort für die beiden deutschen Wörter „Mensch“ und „Mann“ gibt. Geschlechterinsensibilität kann aber auch als eine Form der Geschlechterneutralität beabsichtigt sein, um eine sprachliche Gleichbehandlung der Geschlechter zu praktizieren. 

### Künstliche Intelligenz und Robotik
In algorithmischen Systemen können Gender Biases auf drei Ebenen auftreten und zu einer Weiterführung oder Verstärkung von Diskriminierung beitragen: Auf Ebene der Eingangsdaten, die Geschlechterstereotype reproduzieren und nicht alle Geschlechter in ausreichendem Maße repräsentieren (Gender Data Gap), im Design des Algorithmus, das durch geringe Diversität der IT-Branche geprägt ist und im Anwendungskontext, wenn bspw. männliche Chatbots im Bereich der Mechanik kompetenter wahrgenommen werden als weibliche Chatbots, weil sie anthropomorphisiert und Geschlechterstereotype auf sie angewendet werden.